# Lycaena cogina
Lycaena cogina är en fjärilsart som beskrevs av William Schaus 1902. Lycaena cogina ingår i släktet Lycaena och familjen juvelvingar. Inga underarter finns listade i Catalogue of Life.